# Cinommata izquierdoi
Cinommata izquierdoi är en fjärilsart som beskrevs av Emilio Ureta 1944. Cinommata izquierdoi ingår i släktet Cinommata och familjen påfågelsspinnare. Inga underarter finns listade i Catalogue of Life.